# SN 2011az
SN 2011az – supernowa typu II-P odkryta 18 marca 2011 roku w galaktyce IC3862. W momencie odkrycia miała maksymalną jasność 16,20m.